# Dilber dudağı
Il Dilber dudağı ("le labbra della bella" in turco) è un tipo di pasticcino in uso nella cucina turca. È un dolce tipico delle città di Elâzığ e Bursa.

## Ingredienti
Gli ingredienti sono uova, yogurt, latte, burro, olio di semi di girasole, lievito, limone, farina, zucchero e acqua.

## Preparazione
Il Dilber dudağı è fatto con la stessa pasta (yufka) con cui si preparano i baklava. I pezzi delle dimensioni di una noce vengono tagliati in un panno. Questi pezzi di pasta lievitata si stendono in una sfoglia sottile delle dimensioni di un piatto la quale si spruzza con l'amido: 10 sfoglie vengono poi sovrapposte una sull'altra. Quindi, con l'aiuto di un bicchiere, i pezzi vengono ritagliati e chiusi dopo aver inserito noci o nocciole sbriciolate. Infine, su di essi viene spalmato olio di girasole; dopodiché essi vengono cotti in forno. Del sorbetto freddo viene versato sul dessert caldo prima di servirlo.